# Gold Hill (Oregon)
Gold Hill és una població dels Estats Units a l'estat d'Oregon. Segons el cens del 2000 tenia 1.073 habitants.

## Demografia
Segons el cens del 2000, Gold Hill tenia 1.073 habitants, 419 habitatges, i 294 famílies. La densitat de població era de 591,8 habitants per km².
Dels 419 habitatges en un 35,8% hi vivien nens de menys de 18 anys, en un 49,6% hi vivien parelles casades, en un 14,6% dones solteres, i en un 29,8% no eren unitats familiars. En el 23,9% dels habitatges hi vivien persones soles el 8,8% de les quals corresponia a persones de 65 anys o més que vivien soles. El nombre mitjà de persones vivint en cada habitatge era de 2,56 i el nombre mitjà de persones que vivien en cada família era de 2,95.
Per edats la població es repartia de la següent manera: un 28,3% tenia menys de 18 anys, un 7% entre 18 i 24, un 27,4% entre 25 i 44, un 25,9% de 45 a 60 i un 11,4% 65 anys o més.
L'edat mediana era de 37 anys. Per cada 100 dones de 18 o més anys hi havia 89,9 homes.
La renda mediana per habitatge era de 32.500$ i la renda mediana per família de 35.438$. Els homes tenien una renda mediana de 33.625$ mentre que les dones 23.036$. La renda per capita de la població era de 16.856$. Aproximadament el 10,3% de les famílies i el 12,5% de la població estaven per davall del llindar de pobresa.

## Poblacions properes
El següent diagrama mostra les poblacions més properes.